# 迈克尔·沃尔夫 (记者)

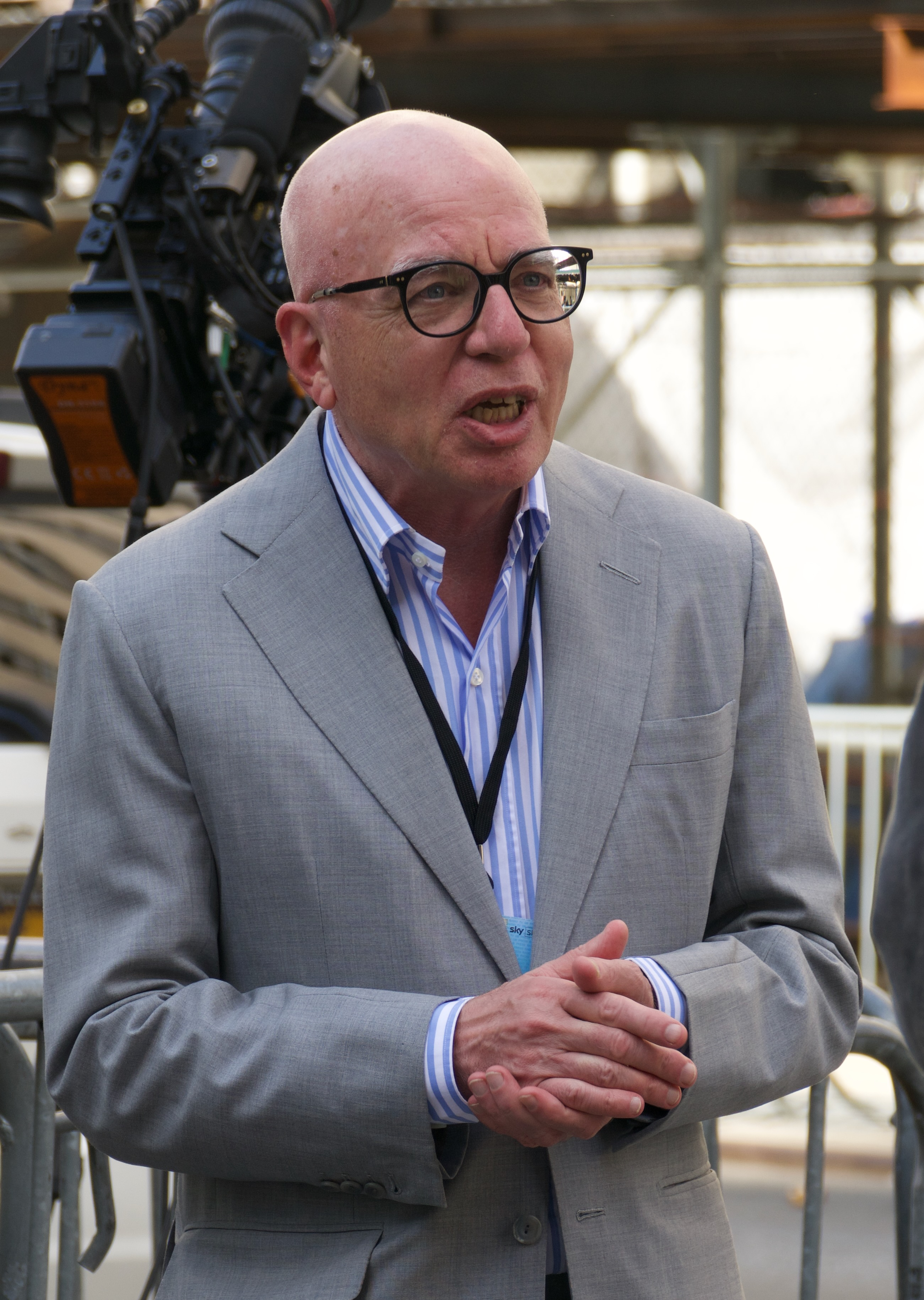
迈克尔·沃尔夫

迈克尔·沃尔夫（Michael Wolff，1953年—）是一名美国记者，也是今日美國、 荷里活報道和英国版GQ的专栏作家和撰稿人。他曾两次获得美國國家雜誌獎。2018年1月5日，沃尔夫的著作火与怒出版.。